# Limonade
Limonade eller lemonade er et drikkefærdigt blandingsprodukt fremstillet af vand, naturlig juice presset af citron, citrusfrugter og bær, som kan være tilsat sukker. Limonade kan desuden indeholde saft, saftkoncentrat, knust frugt og bær samt frugtlæskedrik.
Lemonade, uden kulsyre, er blandt de ældste ikke-alkoholiske drikke i handelen, det har eksisteret mindst siden 1700-tallet.
I Paris var der et firma, Compagnie de Limonadiers, der i 1676 fik monopol på at sælge lemonade.
Forhandlere bar en tank på ryggen, hvorfra de fyldte i glas.
Det franske ord limonade er i nogle lande siden blevet en betegnelse for læskedrikke.